# Liste von U-Boot-Unglücken seit 1945
Die Liste von U-Boot-Unglücken seit 1945 dokumentiert Unterseeboote, die seit Ende des Zweiten Weltkriegs (Kapitulation Japans am 2. September 1945) durch Unfälle oder Kampfhandlungen verloren gingen oder schwere Schäden erlitten. Von den verlorenen Schiffen waren mindestens neun nuklear angetrieben, einige auch mit Nuklearraketen oder -torpedos bewaffnet. Soweit bekannt werden auch Unfälle mit radioaktiver Kontamination der Umwelt dokumentiert.
Eine Katastrophe auf der K-19 war Vorlage für den Kinofilm K-19 – Showdown in der Tiefe. Auf ihr ereigneten sich insgesamt drei schwere Unfälle, doch ging sie nie verloren.

## Liste

### 1940er-Jahre
| Datum         | Name    | Klasse       | Nationalität | Tote | Verletzte | Anmerkungen |
| ------------- | ------- | ------------ | ------------ | ---- | --------- | --- |
| 27. Juli 1946 | S-4     | Klasse C     | Spanien      | 44   | 0         | Konventioneller Antrieb. Während einer Übung mit dem Zerstörer Lepanto kollidiert und westlich von Mallorca gesunken. |
| 6. Dez. 1946  | U-2326  | Klasse XXIII | Frankreich   | 19   | 0         | Konventioneller Antrieb. Das von Frankreich übernommene Boot der Kriegsmarine sank bei einer Übung im Mittelmeer vor Toulon. |
| 26. Aug. 1949 | Cochino | Balao-Klasse | USA          | 7    |           | Konventioneller Antrieb. Bei einem Sturm vor der Küste Norwegens strömte aus defekten Batterien Knallgas in das Innere des Bootes und löste ein Feuer aus. Die Cochino tauchte auf und das Schwesterschiff Tusk half bei der Brandbekämpfung. Nach einer weiteren Explosion musste die Cochino aufgegeben werden und sank. Bei dem Unfall kam ein ziviler Techniker des Bureau of Ships und sechs Seeleute der Tusk ums Leben. Alle Opfer wurden bei der Evakuierung von hohen Wellen ins Meer gespült. |

### 1950er-Jahre
| Datum         | Name        | Klasse             | Nationalität   | Tote | Verletzte | Anmerkungen |
| ------------- | ----------- | ------------------ | -------------- | ---- | --------- | --- |
| 12. Jan. 1950 | Truculent   | T-Klasse           | Großbritannien | 64   | ?         | Konventioneller Antrieb. Vor Sheerness in den Nachtstunden mit schwedischem Tanker Divina kollidiert und gesunken. 64 Tote, 20 Überlebende. Noch 1950 gehoben und verschrottet. |
| 16. Apr. 1951 | Affray      | Amphion-Klasse     | Großbritannien | 75   | 0         | Konventioneller Antrieb. Versank nordwestlich von Alderney im Ärmelkanal, vermutlich aufgrund eines Defektes am Schnorchel mit anschließendem Wassereinbruch. |
| 24. Sep. 1952 | Sibylle     | S-Klasse           | Frankreich     | 47   | 0         | Konventioneller Antrieb. Unter ungeklärten Umständen 40 Seemeilen östlich von Toulon während einer Übung gesunken. |
| 24. Okt. 1952 | Tigrone     | Tench-Klasse       | USA            |      | 2         | Konventioneller Antrieb. Brand während Arbeiten im Philadelphia Naval Shipyard. |
| 15. Dez. 1952 | S-117       | 613 Whiskey-Klasse | Sowjetunion    | 52   | 0         | Konventioneller Antrieb. Unter ungeklärten Umständen im Japanischen Meer gesunken. |
| 4. Apr. 1953  | Dumlupınar  | Balao-Klasse       | Türkei         | 88   | 0         | Konventioneller Antrieb. Nach Kollision mit dem schwedischen Frachter Naboland in den Dardanellen gesunken. Nur fünf Überlebende der Besatzung. |
| 15. Dez. 1954 | HMS Talent  | Taciturn-Klasse    | Großbritannien | 4    | 0         | Konventioneller Antrieb. Bei starkem Sturm wird das Boot aus dem Trockendock in Chatham abgetrieben. Das treibende Boot konnte aufgrund des schweren Seeganges und des dichten Nebels erst am folgenden Tag gesichert werden. Vier Seeleute werden bei dem Unfall getötet.                                                                          |
| 30. Juni 1958 | Pomodon     | Tench-Klasse       | USA            | 5    |           | Konventioneller Antrieb. Beim Laden der Batterien im Hunters Point Naval Shipyard bei San Francisco wurde Wasserstoff freigesetzt, was zu einer Explosion und einem nachfolgenden Brand führte. |
| 16. Juni 1955 | Sidon       | Subtle-Klasse      | Großbritannien | 13   | 0         | Konventioneller Antrieb. Versank nach Explosion eines mit Wasserstoffperoxid als Oxidationsmittel angetriebenen Hochgeschwindigkeitstorpedos im Hafen von Portland. Wrack gehoben, aber nicht wieder in Dienst gestellt und 1957 selbst versenkt.                                                                                                   |
| 23. Nov. 1956 | M-259       | 615 Quebec-Klasse  | Sowjetunion    | 4    | 0         | Konventioneller Antrieb. Explosion im Maschinenraum. Das Boot kann aus eigener Kraft zur Basis zurückkehren. |
| 23. Nov. 1956 | M-200       | Maljutka-Klasse    | Sowjetunion    | 22   | 0         | Konventioneller Antrieb. Kollidierte mit sowjetischem Zerstörer Statny vor Paldiski und sank mit 22 Mann der Besatzung. Sechs Überlebende. Wrack wurde nicht gehoben. |
| 22. Aug. 1957 | M-351       | Maljutka-Klasse    | Sowjetunion    | 0    | ?         | Konventioneller Antrieb. Wassereinbruch bei Tauchübung im Schwarzen Meer. Die gesamte Besatzung überlebte, Boot wurde noch 1957 wieder gehoben. |
| 26. Sep. 1957 | M-256       | 615 Quebec-Klasse  | Sowjetunion    | 28   | 7?        | Konventioneller Antrieb. Explosion im Maschinenraum und nachfolgend Brand, gesunken vor Tallinn. 28 von 35 Besatzungsmitgliedern verloren ihr Leben. Boot im Oktober 1957 gehoben. |
| 27. Okt. 1958 | S-342       | 613 Whiskey-Klasse | Sowjetunion    | 7    | 0         | Konventioneller Antrieb. Beim Verlassen von Poljarny kollidiert das Boot mit dem Tanker "Alazan". Dabei werden die Abteilungen 5 und 7 beschädigt und mit Meerwasser geflutet. Dabei sterben 7 Seeleute. Nachdem das Boot aus eigener Kraft zum Stützpunkt zurückgekehrt ist, können aus einer der gefluteten Abteilung 7 Seeleute gerettet werden. |
| 28. Nov. 1957 | Kaszub      | Maljutka-Klasse    | Polen          | 2    | ?         | Konventioneller Antrieb. Boot lief im Sturm vor Krynica Morska auf Grund. Konnte später abgeborgen werden, aber zwei Besatzungsmitglieder wurden während eines Bergeversuchs von Wellen über Bord gerissen und ertranken. |
| 30. Juni 1958 | Stickleback | Balao-Klasse       | USA            | 0    | ?         | Konventioneller Antrieb. U-Boot kollidierte während eines Manövers vor Hawaii mit US-Geleitzerstörer Silverstein und sank. Keine Personalverluste. Wrack in 3300 m Tiefe. |
| 19. Sep. 1959 | M-252       | Maljutka-Klasse    | Sowjetunion    | 7    | ?         | Konventioneller Antrieb. Während eines Sturms fährt das Boot aufgrund eines Navigationsfehlers auf eine Klippe auf. Nachdem der Kommandant den Befehl zur Evakuierung des Bootes gegeben hat, werden 7 Seeleute zwischen der Klippe und dem Boot von der Brandung zu Tode gequetscht.                                                               |

### 1960er-Jahre
| Datum         | Name                  | Klasse                                | Nationalität               | Tote | Verletzte | Anmerkungen |
| ------------- | --------------------- | ------------------------------------- | -------------------------- | ---- | --------- | --- |
| 14. Juni 1960 | Sargo                 | Skate-Klasse                          | USA                        | 1    | 0         | Atom-U-Boot. Feuer und Explosion im Torpedoraum in Pearl Harbor. Ursache war ein Leck in einer Sauerstoffleitung. Boot sank auf Grund des Hafens, wurde aber später gehoben und wieder in Dienst genommen. |
| 13. Okt. 1960 | K-8                   | 627A November-Klasse                  | Sowjetunion                |      | 13        | Atom-U-Boot. Reaktorunfall während einer Patrouille in der Barentssee. Dank einer Notreparatur konnte eine Kernschmelze verhindert werden. 13 Seeleute waren hohen Strahlenwerten ausgesetzt. |
| 26. Jan. 1961 | S-80                  | 613 Whiskey-Klasse                    | Sowjetunion                | 68   | 0         | Konventioneller Antrieb. Sank in der Barentssee infolge des Eindringens von Wasser im Maschinenraum über das Schnorchelsystem. Tod der gesamten Besatzung. U-Boot galt zunächst über sieben Jahre hinweg als vermisst. Wrack in knapp 200 m Tiefe erst 1968 von Bergeschiff Altay entdeckt. 1969 gehoben. |
| 4. Juli 1961  | K-19                  | 658 Hotel-Klasse                      | Sowjetunion                | 8    | 10?       | Atom-U-Boot. Reaktorüberhitzung infolge Leck im Kühlsystem südöstlich Grönland. Bei behelfsmäßiger Notreparatur wurden neun Besatzungsmitglieder tödlichen Strahlendosen in einer Größenordnung von 50–60 Sievert (5000–6000 Rem) ausgesetzt und verstarben in den nachfolgenden Tagen und Wochen. Mindestens zehn weitere Besatzungsmitglieder erhielten Strahlungsdosen von 1000 Millisievert (100 Rem) und erlitte schwere Strahlenschäden. Das Boot konnte durch diesen Einsatz indessen gerettet werden. Die Reaktorabteilung wurde aus dem Boot entfernt und bei Nowaja Semlja versenkt. Die K-19 bekam einen neuen Reaktor und ging 1967 wieder in Dienst. |
| 11. Jan. 1962 | B-37 & S-350          | 641 Foxtrot-Klasse & 633 Romeo-Klasse | Sowjetunion                | 122  | ?         | Konventioneller Antrieb. Explosion mehrerer (elf?) Torpedos an Bord von B-37, vermutlich infolge Kabelbrand und nachfolgender Wasserstoffexplosion im Hafen von Poljarny. Boot wurde völlig zerstört. 59 Todesopfer. Durch die Folgeexplosionen wurde auch das in der Nähe liegende U-Boot S-350 schwer beschädigt (19 Todesopfer). Zudem starben 44 Feuerwehrleute, Techniker und Werftangehörige in der Umgebung, so dass insgesamt 122 Todesopfer zu beklagen waren. |
| 4. Juli 1962  | Tiru                  | Balao-Klasse                          | USA                        |      | 18        | Konventioneller Antrieb. Vor Hawaii bricht ein Feuer im Torpedoraum aus. 18 Seeleute bekamen eine Kohlenmonoxidvergiftung. |
| 10. Apr. 1963 | Thresher              | Thresher-Klasse                       | USA                        | 129  | 0         | Atom-U-Boot. Untergangsursache vermutlich Bruch einer Rohrleitung mit nachfolgendem unkontrollierbaren Wassereinbruch. Tod der gesamten Besatzung. Wrack in 2560 m Tiefe. |
| 25. Juni 1963 | Salomon               | Sailfish-Klasse                       | USA                        |      | 18        | Konventioneller Antrieb. Quecksilber aus einem zerbrochenen Thermometer kommt mit einer heißen Oberfläche in Kontakt. 18 Seeleute bekommen eine Quecksilbervergiftung. |
| 27. Aug. 1963 | Grayback              | Grayback-Klasse                       | USA                        | 1    | 0         | Konventioneller Antrieb. Während das Boot schnorchelte um ihre Batterien aufzuladen, rollte es dabei in schwerer See. Ein Kurzschluss im Leistungsschalter der hinteren Batterien erzeugte ein Feuer, in dem ein Seemann umkam. Das Boot konnte unter eigener Kraft nach Pearl Harbor zurückkehren und wurde dort repariert. |
| 12. März 1964 | Sęp                   | Orzeł-Klasse                          | Polen                      | 8    | 0         | Konventioneller Antrieb. Beim Laden der Batterien wurde Wasserstoff freigesetzt, was zu einer Explosion und einem nachfolgenden Brand führte. |
| 7. Feb. 1965  | K-11                  | 627A November-Klasse                  | Sowjetunion                | 3    | 8         | Atom-U-Boot. Schwerer Reaktorunfall beim Beladen mit neuem Kernbrennstoff in Sewerodwinsk. Acht Verletzte sowie drei Todesopfer und eine unbekannte Anzahl von Seeleuten war stark erhöhten Strahlenwerten ausgesetzt. Die Reaktorabteilung wurde aus dem Boot entfernt und bei Nowaja Semlja versenkt. Die K-11 bekam einen neuen Reaktor und ging 1968 wieder in Dienst. |
| 25. Sep. 1965 | M-258                 | 615 Quebec-Klasse                     | Sowjetunion                | 4    | 38        | Konventioneller Antrieb. Explosion einer Batterie und anschließender Brand. Nachdem das Feuer gelöscht war, wurde das Boot zum Stützpunkt geschleppt. |
| 14. Sep. 1966 | U-Hai                 | U-Boot-Klasse XXIII                   | Bundesrepublik Deutschland | 19   | 1         | Konventioneller Antrieb. Ehemaliges U-Boot der Kriegsmarine, genutzt als Schulschiff der Bundesmarine. Untergang nordwestlich Helgoland im Sturm nach Wassereinbruch infolge fehlerhaft umkonstruiertem Ansaugstutzen für den Dieselmotor. Nur ein Überlebender. |
| 15. Juli 1967 | B-31                  | 641 Foxtrot-Klasse                    | Sowjetunion                | 4    | ?         | Konventioneller Antrieb. Während dem Sechstagekrieg patrouilliert das Boot vor der ägyptischen Küste. Dabei kam es zu einem Treibstoffbrand. Vier Seeleute starben infolge einer Kohlenmonoxidvergiftung. |
| 8. Sep. 1967  | K-3 Leninski Komsomol | 627 November-Klasse                   | Sowjetunion                | 39   | ?         | Atom-U-Boot. Brand an Bord während Patrouille im Nordmeer. Ursache vermutlich Entzündung von Hydraulikflüssigkeit. Die meisten Opfer starben infolge Kohlendioxidvergiftung. In den Hafen geschleppt und repariert. 1991 außer Dienst gestellt. |
| 7. Dez. 1967  | Delfinen (S326)       | Delfinen-Klasse                       | Dänemark                   | 4    | 0         | Konventioneller Antrieb. Bei Auftauchmanöver nordwestlich Kap Skagen mit schwedischem Fischkutter Mälarö kollidiert, welcher daraufhin sank. Die vierköpfige Besatzung des Kutters kam ums Leben. Am U-Boot entstanden nur relativ geringe Schäden, darunter ein verbogenes Periskop. |
| 25. Jan. 1968 | Dakar                 | T-Klasse                              | Israel                     | 69   | 0         | Konventioneller Antrieb. Untergangsursache unklar, Boot verschwand 1968 auf Überführungsfahrt nach Israel im östlichen Mittelmeer. Wrack erst 1999 südwestlich Zypern in rund 2900 m Tiefe gefunden. Teile des Bootes (u. a. die Turmverkleidung) wurden gehoben. |
| 27. Jan. 1968 | Minerve               | Daphné-Klasse                         | Frankreich                 | 52   | 0         | Konventioneller Antrieb. Unter ungeklärten Umständen innerhalb weniger Minuten im Mittelmeer gesunken. Tod der gesamten Besatzung. Boot galt über ein halbes Jahrhundert lang als verschollen, Wrack wurde erst im Juli 2019 gefunden. Lage: 45 km südlich Toulon etwa in 2400 m Tiefe. |
| 1. März 1968  | K-172                 | 675 Echo-II-Klasse                    | Sowjetunion                | 0    | 126       | Atom-U-Boot. Aufgrund unsachgemäßer Lagerung läuft ein Behälter mit 18 kg Quecksilber aus. 126 von 132 Besatzungsmitglieder erlitten durch die Dämpfe Quecksilbervergiftungen. |
| 8. März 1968  | K-129                 | 629B Golf-Klasse                      | Sowjetunion                | 96   | 0         | Konventioneller Antrieb. Aus ungeklärten Gründen, vermutlich nach Waffen- oder Batterieexplosion an Bord, im Nordpazifik gesunken (ca. 1560 Seemeilen nordwestlich Hawaii). Von den USA im Azorian-Projekt aus 4900 m Tiefe teilweise gehoben. |
| 22. Mai 1968  | Scorpion              | Skipjack-Klasse                       | USA                        | 99   | 0         | Atom-U-Boot. Verlust im Nordatlantik unter nicht vollständig aufgeklärten Umständen. Tod der gesamten Besatzung. Reaktor und zwei Nukleartorpedos in 3300 m Tiefe. |
| 24. Mai 1968  | K-27                  | 645 November-Klasse                   | Sowjetunion                | 9    | 83        | Atom-U-Boot. Reaktorunfall. 9 Besatzungsmitglieder wurden bei einem Reaktorunfall durch austretende Strahlung getötet, das U-Boot wurde nicht mehr in Dienst gestellt und 1982 bei Nowaja Semlja versenkt. |

### 1970er-Jahre
| Datum         | Name                           | Klasse                                     | Nationalität               | Tote | Verletzte | Anmerkungen |
| ------------- | ------------------------------ | ------------------------------------------ | -------------------------- | ---- | --------- | --- |
| 18. Jan. 1970 | K-320                          | 670 Charlie-I-Klasse                       | Sowjetunion                | 12   | 7         | Atom-U-Boot. Beim ersten Hochfahren des Kernreaktors in der Werft kommt es zu einer partiellen Kernschmelze mit der Freisetzung von radioaktivem Dampf. 12 Werftarbeiter im Boot erhielten eine tödliche Strahlendosis und sieben weitere bekamen die Strahlenkrankheit, wovon zwei später starben. Weitere 150–200 Werftarbeiter waren stark erhöhten Strahlenwerten ausgesetzt. Die Werfthalle sowie sechs weitere 670 Charlie-I-Klasse-Boote die in der Halle aufgelegt waren mussten dekontaminiert werden. Von der K-320 musste die Reaktorsektion ausgetauscht werden und das Boot lief 1971 vom Stapel. |
| 4. März 1970  | Eurydice                       | Daphné-Klasse                              | Frankreich                 | 57   | 0         | Konventioneller Antrieb. Bei Unfall vor Saint-Tropez im Mittelmeer mit der gesamten Crew gesunken. Verlustursache unsicher, vermutlich Kollision mit tunesischem Frachtschiff Tabarka. Wrack in 750 Meter Tiefe im April 1970 geortet. |
| 8. Apr. 1970  | K-8                            | 627A November-Klasse                       | Sowjetunion                | 52   | ?         | Atom-U-Boot. Nach Feuerausbruch an Bord und vergeblichem Schleppversuch in der Biskaya gesunken. Vier Nukleartorpedos geborgen, etwa 20 weitere im Wrack oder auf dem Meeresgrund in rund 4300 m Tiefe. Untergangsposition rund 490 km nordwestlich von Spanien. Eine Rumpfbesatzung von 52 Seeleuten, die an Bord verblieben war, kam beim Untergang ums Leben. 73 Überlebende wurden vom Bergeschiff gerettet. |
| 24. Juni 1970 | Tautog & K-108                 | Sturgeon-Klasse & 675 Echo-II-Klasse       | USA Sowjetunion            | 0    |           | Kollision von zwei Atom-U-Booten bei Petropawlowsk-Kamtschatski, die schwer beschädigt wurden, aber unter eigener Kraft in ihre Heimathäfen zurückkehren konnten. Beide U-Boot-Kommandanten nahmen an, dass das andere U-Boot gesunken sei. Der Sachverhalt wurde erst 1991 nach dem Ende des Kalten Krieges aufgeklärt. |
| 20. Aug. 1970 | Galatée und Maria van Riebeeck | Daphné-Klasse                              | Frankreich Südafrika       | 6    |           | Kollision von zwei U-Booten mit konventionellen Antrieben. Die beiden Boote der Daphné-Klasse kollidierten vor dem Hafen von Toulon. Das südafrikanische Boot rammte das französische Boot in nahezu rechten Winkel, wobei 6 Seeleute auf der Galatée starben. Beide Boote können gerettet werden. |
| 2. Apr. 1971  | U 12                           | U-Boot-Klasse 205                          | Bundesrepublik Deutschland | 0    | 0         | Konventioneller Antrieb. U-Boot wurde sechs Seemeilen östlich von Fehmarn von dem DDR-Frachter Fritz Reuter gerammt und überlaufen. Das Unglück wurde durch einen temporären Ruderausfall an Bord des U-Bootes verursacht. Das Boot erlitt beträchtliche Druckkörperschäden (aber keinen Wassereinbruch), der Frachter verlor einen Propeller. Keine Personenschäden. |
| 4. Dez. 1971  | Ghazi                          | Tench-Klasse                               | Pakistan                   | 92   | 0         | Konventioneller Antrieb. Während des Dritten Indisch-Pakistanischen Kriegs wurde die Ghazi vom indischen Zerstörer Rajput verfolgt. Dabei geriet das Boot in ein am 3. Dezember 1971 selbst verlegtes Minenfeld und sank vor dem indischen Marinestützpunkt Visakhapatnam. |
| 30. Sep. 1971 | Alliance                       | Amphion-Klasse                             | Großbritannien             | 1    | 14        | Konventioneller Antrieb. Batterieexplosion in Portland Harbour. |
| 21. Dez. 1971 | Dace                           | Thresher-Klasse                            | USA                        | 0    | 0         | Atom-U-Boot. Während der Überleitung von radioaktivem Kühlwasser von dem Atom-U-Boot Dace zum U-Boot-Tender Fulton in New London gelangten 1400 Liter in den Thames River. |
| 19. Jan. 1972 | K-320 & K-131                  | 670 Charlie-I-Klasse & 675 Echo-II-Klasse  | Sowjetunion                |      |           | Kollision von zwei Atom-U-Booten in der Motowski-Bucht, die beschädigt wurden, aber unter eigener Kraft in ihre Heimathäfen zurückkehren konnten. |
| 24. Feb. 1972 | K-19                           | 658 Hotel-Klasse                           | Sowjetunion                | 30   | ?         | Atom-U-Boot. Brand an Bord infolge eines Hydrauliklecks. 12 der insgesamt 28 Toten waren im Torpedoraum eingeschlossen und konnten erst 24 Tage später geborgen werden, nachdem das Boot in einen Hafen geschleppt worden war. Weitere 2 Verletzte erlagen später im Krankenhaus ihren Verletzungen. |
| 14. Juni 1973 | K-56                           | 675 Echo-II-Klasse                         | Sowjetunion                | 27   | ?         | Atom-U-Boot. Kollision mit dem sowjetischen Aufklärungsschiff Akademik Berg (russ.: Академик Берг) nahe Kap Verde im Atlantik. Zwei Abteilungen wurden aufgerissen, 27 Crewmitglieder starben. Boot wurde repariert und 1977 wieder in Dienst genommen. |
| 20. Aug. 1973 | K-1                            | 675 Echo-II-Klasse                         | Sowjetunion                | 0    | ?         | Atom-U-Boot. Kollidierte auf Tauchfahrt in 120 Metern Tiefe mit einem unterseeischen Berg in der Karibik, beträchtliche Bugschäden. Ob es Verletzte gab, ist unklar. |
| 29. Aug. 1973 | Pisces III                     | Pisces-Klasse                              | Großbritannien             | 0    | 2         | Ziviles Tauchboot. Tauchboot konnte bei einer Such- und Rettungsaktion 240 km südwestlich von Cork gefunden und geborgen werden. |
| 5. Juni 1974  | Jallao                         | Balao-Klasse                               | USA                        |      | 16        | Konventioneller Antrieb. Brand während Arbeiten im Maschinenraum in der Guantanamo Bay Naval Base. 16 Seeleute erlitten Brandverletzungen oder Kohlenmonoxidvergiftungen. |
| 3. Nov. 1974  | James Madison & K-108          | James-Madison-Klasse & 671 Victor-I-Klasse | USA Sowjetunion            | 0    |           | Kollision von zwei Atom-U-Booten im Holy Loch in Schottland. Beide Boote konnten aus eigener Kraft zu ihren Stützpunkten zurückkehren. Der Vorfall wurde über 40 Jahre lang geheim gehalten. |
| 25. Jan. 1975 | K-57                           | 675 Echo-II-Klasse                         | Sowjetunion                | 2    | 0         | Atom-U-Boot. Unbeabsichtigtes Auslösen der Feuerlöschanlage. Zwei Seeleute werden vom Löschgas (Freon) getötet. |
| 4. März 1975  | B-105 & K-475                  | 641 Foxtrot-Klasse & 667B Delta-I-Klasse   | Sowjetunion                | 0    |           | Kollision von zwei U-Booten in der Kola-Bucht. Beide Boote konnten aus eigener Kraft zu ihren Stützpunkten zurückkehren. |
| 11. Dez. 1975 | K-447                          | 667B Delta-I-Klasse                        | Sowjetunion                | 6    |           | Atom-U-Boot. Ein schwerer Sturm riss K-447 los und das Boot trieb vom Werftanleger in den Kanal in Richtung offener See. Sechs Matrosen wurden von Wellen über Bord gespült und ertranken. |
| 30. März 1976 | K-77                           | 651 Juliett-Klasse                         | Sowjetunion                | 2    | 76        | Konventioneller Antrieb. Feuer an Bord. Zwei Seeleute sterben an einer Kohlenmonoxidvergiftung. Weitere werden vom Löschgas (Freon) verletzt. |
| 4. Aug. 1976  | K-387                          | 671RT Victor-II-Klasse                     | Sowjetunion                | 1    | 3         | Bruch einer Dampfleitung. Drei Matrosen erhielten schwere Verbrennungen, einer davon starb. |
| 26. Aug. 1976 | K-47                           | 675 Echo-II-Klasse                         | Sowjetunion                | 8    | 0         | Atom-U-Boot. Durch Kurzschluss ausgelöstes Feuer an Bord in den Mannschaftsunterkünften während der Fahrt in der Barentssee. |
| 28. Aug. 1976 | Voge & K-22                    | Garcia-Klasse & 675 Echo-II-Klasse         | USA Sowjetunion            | 0    |           | Atom-U-Boot. Die K-22 kollidierte im Mittelmeer mit der Fregatte USS Voge. Beide Schiffe wurden stark beschädigt. Die K-22 fuhr in einen Hafen am Ägäischen Meer. Die amerikanische Fregatte wurde manövrierunfähig nach Kreta geschleppt. |
| 24. Sep. 1976 | K-47                           | 675 Echo-II-Klasse                         | Sowjetunion                | 3    | 101       | Atom-U-Boot. Feuer an Bord während einer Fahrt im Nordatlantik. |
| 16. Jan. 1977 | K-115                          | 627A November-Klasse                       | Sowjetunion                | 1    | 103       | Atom-U-Boot. Explosion einer Sauerstoffkerze und anschließender Brand. |
| 22. Mai 1978  | Puffer                         | Sturgeon-Klasse                            | USA                        | 0    | 0         | Atom-U-Boot. Im Puget Sound im US-Bundesstaat Washington wurde versehentlich ein Ventil geöffnet, wodurch bis zu 1900 Liter radioaktives Wasser entwichen. |
| 11. Dez. 1978 | K-171                          | 667B Delta-I-Klasse                        | Sowjetunion                | 3    |           | Atom-U-Boot. Im Heimathafen werden bei Wartungsarbeiten drei Seeleute im Reaktorraum durch Wasserdampf getötet. |
| 2. Juli 1979  | K-116                          | 675 Echo-II-Klasse                         | Sowjetunion                | 0    | ?         | Atom-U-Boot. Leck im Kühlkreislauf des Backbordreaktors. Es gab keine Todesfälle, aber eine unbekannte Anzahl von Seeleuten wurde hohen Strahlenwerten ausgesetzt. |

### 1980er-Jahre
| Datum         | Name              | Klasse                                     | Nationalität               | Tote | Verletzte | Anmerkungen |
| ------------- | ----------------- | ------------------------------------------ | -------------------------- | ---- | --------- | --- |
| 30. Juni 1980 | K-151             | 659 Echo-I-Klasse                          | Sowjetunion                | 1    | 0         | Atom-U-Boot. Feuer in Abteilung VII. |
| 21. Aug. 1980 | K-122             | 659 Echo-I-Klasse                          | Sowjetunion                | 14   | ?         | Atom-U-Boot. Feuer im Reaktorraum rund 137 km östlich von Okinawa. 14 Besatzungsangehörige starben infolge einer Kohlenmonoxidvergiftung. Boot wurde nicht mehr repariert und 1995 verschrottet. |
| 30. Sep. 1980 | K-222             | 661 Papa-Klasse                            | Sowjetunion                | 0    | ?         | Atom-U-Boot. Reaktorunfall bei der Befüllung mit neuen Brennelementen in Sewerodwinsk. Eine unbekannte Anzahl Werftarbeiter und Besatzungsmitglieder waren erhöhten Strahlenwerten ausgesetzt. Nach dem Unfall stellte man das Boot außer Dienst. Die Reaktoren wurden 1988 entladen und bei Nowaja Semlja versenkt. Das Boot wurde 2010 verschrottet. |
| 3. Apr. 1981  | Drum & K-324      | Sturgeon-Klasse & 671RTM Victor-III-Klasse | USA Sowjetunion            | 0    |           | Kollision von zwei Atom-U-Booten vor Wladiwostok. Beide Boote konnten aus eigener Kraft zu ihren Stützpunkten zurückkehren. |
| 9. Apr. 1981  | George Washington | George-Washington-Klasse                   | USA                        | 3    | 0         | Atom-U-Boot. Bei einem Auftauchmanöver im ostchinesischen Meer ca. 110 Meilen südsüdwestlich von Sasebo, Japan mit japanischen Fischkutter Nissho Maru kollidiert, welcher daraufhin sank. Zwei der 15 Besatzungsmitglieder kamen ums Leben. Das U-Boot erlitt nur leichte Schäden am Turm. |
| 23. Mai 1981  | Sceptre & K-221   | Swiftsure-Klasse & 675 Echo-II-Klasse      | Großbritannien Sowjetunion | 0    |           | Kollision von zwei Atom-U-Booten in der Arktis, die beschädigt wurden, aber unter eigener Kraft in ihre Heimathäfen zurückkehren konnten. |
| 27. Sep. 1981 | S-363             | 613 Whiskey-Klasse                         | Sowjetunion                | 0    | 0         | Konventioneller Antrieb. In der Nacht vom 27. auf den 28. Oktober lief die S-363 in dem militärischen Sperrgebiet um den schwedischen Marinehafen Karlskrona auf eine Schäre. Verletzt wurde niemand aber der Vorfall führte zu einem internationalen Eklat. Am 7. November 1981 wurde das U-Boot von den Schweden wieder freigegeben. Siehe Strandung des U-Bootes S-363. |
| 21. Okt. 1981 | S-178             | 613 Whiskey-Klasse                         | Sowjetunion                | 31   | ?         | Konventioneller Antrieb. Vor Wladiwostok mit sowjetischem Kühlschiff RFS-13 kollidiert und gesunken. 31 Seeleute kamen ums Leben, 13 Überlebende. Boot wurde noch 1981 gehoben und verschrottet. |
| 7. Dez. 1981  | BS-486            | 940 India-Klasse                           | Sowjetunion                | 2    | 0         | Konventioneller Antrieb. Brand an Bord. Zwei Seeleute starben infolge einer Kohlenmonoxidvergiftung und 86 verloren kurzzeitig das Bewusstsein. |
| 17. Jan. 1982 | Grayback          | Grayback-Klasse                            | USA                        | 5    | 1         | Fünf SEALs starben, als in einer Druckkammer des U-Bootes vor der Küste von Subic Bay versehentlich ein Vakuum erzeugt wurde. |
| 8. Aug. 1982  | K-123             | 705 Alfa-Klasse                            | Sowjetunion                | 0    | ?         | Atom-U-Boot. Reaktorunfall im radioaktiven Primärkreislauf des flüssigmetallgekühlten Reaktors während einer Fahrt in der Barentssee. Rund zwei Tonnen der flüssigen Bismutlegierung traten aus und verstrahlten die Reaktorabteilung. Ein Teil der Besatzung war erhöhter Strahlenbelastung ausgesetzt. Das antriebslose Boot musste zur Basis zurückgeschleppt werden. |
| 13. Sep. 1983 | K-429             | 670 Charlie-I-Klasse                       | Sowjetunion                | 16   | ?         | Atom-U-Boot. Das Schiff sank während eines Tauchtests, nachdem die Abluftventile, die in der Werft zum Rauchabzug geöffnet worden waren, nicht wieder geschlossen worden waren. 14 Crewangehörige ertranken beim Wassereinbruch. Zwei weitere Seeleute starben später beim Notausstieg aus dem in knapp 40 m Tiefe auf Grund liegenden Boot. Das Boot wurde später gehoben und wieder in Dienst genommen. |
| 22. Okt. 1983 | Doris             | Daphné-Klasse                              | Frankreich                 | 3    | 5         | Konventioneller Antrieb. Beim Laden der Batterien bei einer Fahrt im Mittelmeer wurde Wasserstoff freigesetzt, was zu einer Explosion führte. |
| 31. Okt. 1983 | K-314             | 671RTM Victor-III-Klasse                   | Sowjetunion                |      |           | Atom-U-Boot. Das Kabel des Schleppsonars der Fregatte McCloy geriet in die Schraube der K-314, was eine Fehlfunktion im Kühlsystem auslöste und das U-Boot manövrierunfähig machte. Danach musste die K-314 an der Oberfläche nach Cienfuegos auf Kuba geschleppt werden. |
| 18. Juni 1984 | K-131             | 675 Echo-II-Klasse                         | Sowjetunion                | 14   |           | Atom-U-Boot. Ausbruch von Feuer in der achten Abteilung während der Fahrt in der Barentssee. Ein Elektriker hatte Sicherheitsrichtlinien missachtet. |
| 18. Sep. 1984 | K-53              | 671 Victor-I-Klasse                        | Sowjetunion                |      |           | Atom-U-Boot. Kollision mit dem Frachtschiff Bratstwo in der Straße von Gibraltar. Die K-53 erlitt schwere Schäden am Bug und musste aufgetaucht den Hafen Hammamet in Tunesien anlaufen. |
| 22. Okt. 1984 | B-105 & K-475     | 667A Yankee-I-Klasse & 705 Alfa-Klasse     | Sowjetunion                | 0    |           | Kollision von zwei Atom-U-Booten in der Motowski-Bucht, die beschädigt wurden, aber unter eigener Kraft in ihre Heimathäfen zurückkehren konnten. |
| 19. Mai 1984  | K-424             | 667BDR Delta-III-Klasse                    | Sowjetunion                | 0    | 1         | Atom-U-Boot. Das U-Boot führte aufgetaucht einen Teststart einer R-29R-Rakete durch. Nach dem Ausstoß aus dem Raketensilo zündete die 1. Raketenstufe nicht, so dass die Rakete zurück auf das Deck des U-Bootes stürzte. Dort explodierte der Flüssigtreibstoff der Rakete. Das Deck des Bootes brannte für zwei Stunden, bevor Löschschiffe das Feuer unter Kontrolle brachten. Danach konnte das Boot an der Oberfläche zum Stützpunkt zurückkehren. |
| 12. März 1985 | K-314             | 671 Victor-I-Klasse                        | Sowjetunion                |      |           | Atom-U-Boot. Kollision mit dem Flugzeugträger Kitty Hawk in der Koreastraße. Die K-314 musste nach dem Unfall zu einem Stützpunkt geschleppt werden. |
| 10. Aug. 1985 | K-431             | 675 Echo-II-Klasse                         | Sowjetunion                | 10   | 49        | Atom-U-Boot. Reaktorexplosion einer der Reaktoren während der Befüllung mit neuen Brennelementen in der Pawlowski-Bucht nahe Wladiwostok. Zehn Besatzungsmitglieder wurden sofort getötet. Beim Unfall und den folgenden Bergungsarbeiten wurden ca. 950 Personen erhöhter Stählung ausgesetzt und litten z. T. an Strahlenkrankheit. 290 Personen erhielten eine Strahlendosis von über 50 Millisievert (5 Rem). Das am selben Pier liegende U-Boot K-42 (627A November-Klasse) wurde so stark verstrahlt, dass es später außer Dienst gestellt werden musste. Anmerkung: Dieses U-Boot war bei Indienstnahme 1965 zeitweise als K-31 klassifiziert (worden), was zur Verwechslung zwischen K-431 und K-314 beitrug. Während K-431 der Echo-II-Klasse angehörte, war das 1972 fertiggestellte K-314 jedoch ein Boot der Victor-I-Klasse.                                                                      |
| 27. Aug. 1986 | K-140             | 667A Yankee-I-Klasse                       | Sowjetunion                |      |           | Atom-U-Boot. Reaktorunfall beim Beladen mit neuem Kernbrennstoff in Sewerodwinsk. |
| 3. Okt. 1986  | K-219             | 667A Yankee-I-Klasse                       | Sowjetunion                | 4    | ?         | Atom-U-Boot. Nach einem Leck und nachfolgend einer Explosion in einem der Raketensilos an Bord gesunken. Vier Todesopfer. Restliche Besatzung von sowjetischem Frachter Fjodor Bredichin gerettet. 32 Nuklearsprengköpfe in 5500 m Tiefe rund 770 km östlich der Bermudas. |
| 18. Feb. 1987 | B-33              | 641 Foxtrot-Klasse                         | Sowjetunion                | 122  | ?         | Konventioneller Antrieb. Brand im Torpedoraum. Der Kommandant ließ daraufhin die Abteilung fluten. Fünf Seeleute starben und 15 erlitten eine Rauchgasvergiftung. |
| 24. Apr. 1988 | Bonefish          | Barbel-Klasse                              | USA                        | 3    | 0         | Konventioneller Antrieb. Vor Florida drang Wasser in den Batteriebereich des U-Bootes ein und verursachte Explosionen, wodurch sich ein Feuer entzündete. Drei Seeleute starben. Boot wurde abgeschleppt und nicht wieder in Dienst genommen. Ab 1989 verschrottet. |
| 23. Juli 1988 | Nadashio          | Yūshio-Klasse                              | Japan                      | 30   | 17        | Konventioneller Antrieb. Zusammenstoß mit dem japanischen Fischkutter Fuji Maru No 1 in der Bucht von Tokio. 30 Seeleute der Fuji Maru No 1 starben. Darüber hinaus gab es 17 Verletzte. Sowohl der Kapitän des Kutters als auch der Kommandant des U-Bootes erhielten später Bewährungsstrafen. |
| 26. Aug. 1988 | Pacocha           | Balao-Klasse                               | Peru                       | 8    | 41        | Konventioneller Antrieb. Von dem japanischen Kutter Kiowa Maru bei Callao gerammt und gesunken. Vor dem Sinken gelang es 26 Matrosen das Boot zu verlassen. |
| 7. Apr. 1989  | K-278 Komsomolez  | 685 Mike-Klasse                            | Sowjetunion                | 42   | 27        | Atom-U-Boot. Brand während Tauchfahrt (geplatztes Hochdruckventil), Notaufstieg, nach rund fünf Stunden nach Hüllenbruch gesunken. Liegt mit zwei nuklearbestückten Torpedos in 1680 m Tiefe rund 100 Seemeilen westsüdwestlich der Bäreninsel. Zuletzt Juli 2019 beforscht. |
| 1. Mai 1989   | Barbel            | Barbel-Klasse                              | USA                        | 2    | 0         | Konventioneller Antrieb. Während eines Sturms wurden drei Crewmitglieder über Bord gespült, als das U-Boot vor Japan an der Oberfläche fuhr, nur einer der drei konnte gerettet werden. |
| 25. Juni 1989 | K-172             | 675 Echo-II-Klasse                         | Sowjetunion                | 0    | ?         | Atom-U-Boot. Rund 350 km südlich der Bäreninsel wird ein Leck am Primärkühlkreislauf des Reaktors entdeckt. Die Mannschaft glich den sinkenden Pegelstand im Kühlkreislauf durch Nachfüllen von Frischwasser aus den Tanks des Bootes aus. Das auslaufende verstrahlte Kühlwasser wurde ins Meer gepumpt. Das herbeigeeilte Spezialschiff Armur begann das verstrahlte Wasser aus dem Kühlkreislauf in seine Lagertanks zu pumpen und seinerseits Frischwasser zu liefern. Der Temperaturunterschied zwischen Kühlwasser und den Gehäusen der Brennstäbe war jedoch schon zu groß, so dass diese aufrissen und das Wasser nun direkt die Stäbe umspülte. Das hochverstrahlte Kühlwasser konnte von der Armur nicht aufbereitet werden, so dass dieses ins Meer geleitet wurde. Die U-Boot-Besatzung erhielt Strahlendosen von rund 40 Millisievert (4 Rem). Nach dem Unfall stellte man das Boot außer Dienst. |

### 1990er-Jahre
| Datum         | Name                | Klasse                                   | Nationalität   | Tote   | Verletzte | Anmerkungen |
| ------------- | ------------------- | ---------------------------------------- | -------------- | ------ | --------- | --- |
| 22. Nov. 1990 | Trenchant           | Trafalgar-Klasse                         | Großbritannien | 4      | 0         | Atom-U-Boot. Während einer Übung verfing sich das Netz des Trawlers Antares an dem auf Sehrohrtiefe fahrenden U-Boot. Als das U-Boot tauchte, zog es den Trawler mit unter Wasser. Dabei ertranken alle vier Besatzungsmitglieder der Antares.        |
| 13. Mai 1991  | K-74                | 675 Echo-II-Klasse                       | Russland       | 1      | 0         | Atom-U-Boot. Unbeabsichtigter Start eines P-6-Seezielflugkörpers während das Boot im Stützpunkt liegt. |
| 11. Feb. 1992 | Baton Rouge & B-276 | Los-Angeles-Klasse & 945 Sierra-I-Klasse | USA Russland   | 0      |           | Kollision von zwei Atom-U-Booten in der Nähe der Insel Kildin, die beschädigt wurden, aber unter eigener Kraft in ihre Heimathäfen zurückkehren konnten.                                                                                              |
| 29. Mai 1992  | B-502 (ex K-502)    | 671RTM Victor-III-Klasse                 | Russland       | 1      | 4         | Atom-U-Boot. Explosion von einem Kompressor während sich das Boot in der Basis befand. |
| 27. Sep. 1992 | TK-17               | 941 Typhoon-Klasse                       | Russland       |        |           | Atom-U-Boot. Das U-Boot führte aufgetaucht einen Teststart einer R-39-Rakete durch. Dabei explodierte die Rakete im Raketensilo und die Gummibeschichtung der Bootsoberfläche fing Feuer. Das Feuer konnte gelöscht werden, indem das Boot abtauchte. |
| 20. März 1993 | Grayling & K-407    | Sturgeon-Klasse & Projekt 667BDRM        | USA Russland   | 0      |           | Kollision von zwei Atom-U-Booten in der Barentssee, die schwer beschädigt wurden, aber unter eigener Kraft in ihre Heimathäfen zurückkehren konnten.                                                                                                  |
| 30. März 1994 | Émeraude            | Rubis-Klasse                             | Frankreich     | 10     | ?         | Atom-U-Boot. Explosion im Maschinenraum während einer Übung. |
| 18. Sep. 1996 | unbek.              | Sang-o-Klasse                            | Nordkorea      | 0      | 0         | Konventioneller Antrieb. 22 der Besatzungsmitglieder und 2 Passagiere wurden nach der Havarie an Land getötet. Siehe Koreanischer U-Boot-Zwischenfall bei Gangneung.                                                                                  |
| 26. Jan. 1998 | B-527 (ex K-527)    | 671RTM Victor-III-Klasse                 | Russland       | 5      |           | Atom-U-Boot. Reaktorunfall während Reparaturarbeiten in der Basis. Dabei wurden im Reaktorabteil fünf Seeleute so stark verstrahlt, dass sie tags darauf starben.                                                                                     |
| 22. Juni 1998 | unbek.              | Yugo-Klasse                              | Nordkorea      | 9      |           | Konventioneller Antrieb. Koreanischer U-Boot-Zwischenfall bei Sokcho. |
| 17. Dez. 1998 | unbek.              | I-SILC-Klasse                            | Nordkorea      | etwa 4 |           | Konventioneller Antrieb. Koreanischer U-Boot-Zwischenfall bei Yeosu. |

### 2000er-Jahre
| Datum                             | Name                     | Klasse                                  | Nationalität              | Tote | Verletzte | Anmerkungen |
| --------------------------------- | ------------------------ | --------------------------------------- | ------------------------- | ---- | --------- | --- |
| 12. Aug. 2000                     | Kursk                    | 949A Oscar-II-Klasse                    | Russland                  | 118  | 0         | Atom-U-Boot. Gesunken nach Explosion eines eigenen Typ-65-Torpedos an Bord. 2001 größtenteils gehoben, verschrottet. Die gesamte Besatzung fand den Tod. |
| 24. Dez. 2000                     | Tonelero (S-21)          | Oberon-Klasse                           | Brasilien                 | 0    | 0         | Konventioneller Antrieb. Defekt im hydraulischen System des Maschinenraums, durch den das U-Boot sank, während es vor Rio de Janeiro vor Anker lag. |
| 9. Feb. 2001                      | Greeneville              | Los-Angeles-Klasse                      | USA                       | 9    | 0         | Atom-U-Boot. Zusammenstoß beim Auftauchen mit dem japanischen Fischereischulschiff Ehime Maru. Neun Seeleute der Ehime Maru starben. |
| 21. Mai 2002                      | AGSS-555 USS Dolphin     | Dolphin-Klasse                          | USA                       | 0    | 2         | Konventioneller Antrieb. Rund 160 km vor der Küste von San Diego dringt aufgrund einer nicht verschlossenen Torpedoluke Wasser in das Boot. Durch einen elektrischen Kurzschluss bricht Feuer an Bord aus. Nach rund 90 Minuten kann der Brand gelöscht und das Boot gesichert werden. Die 41-köpfigen Besatzung und zwei zivilen Navy-Mitarbeiter werden von der Thach gerettet. Das Boot wird am Folgetag nach San Diego geschleppt. |
| 6. Nov. 2002                      | Trafalgar                | Trafalgar-Klasse                        | Großbritannien            | 4    | 0         | Atom-U-Boot. Das U-Boot lief während einer Übung bei der Insel Fladda-chùain vor der Küste Schottlands auf Grund. Zwei Besatzungsmitglieder wurden verletzt. Die Trafalgar wurde bei dem Unfall leicht beschädigt. Die Reparatur kostete rund fünf Millionen Pfund (7,5 Millionen Euro). |
| 16. Apr. 2003                     | Changcheng 361           | Typ 035G                                | Volksrepublik China       | 70   | 0         | Konventioneller Antrieb. Tod der gesamten Mannschaft verm. durch Gasvergiftung während einer Fahrt im Golf von Bohai. Der Unfall wurde erst entdeckt, als sich das Netz eines Fischerbootes am Periskop des treibenden U-Boots verfing. |
| 28. Aug. 2003                     | K-159                    | 627A November-Klasse                    | Russland                  | 9    | 2         | Ausgemustertes, teilweise zerlegtes Atom-U-Boot, gesunken in stürmischem Wetter bei der Schleppfahrt auf dem Weg zur Verschrottung. Die an Bord befindliche Notbesatzung ging dabei mit dem Boot unter. |
| 5. Okt. 2004                      | Chicoutimi               | Victoria-Klasse                         | Kanada                    | 1    | 8         | Konventioneller Antrieb. Brand nach Wassereinbruch an der Oberfläche während einer Überführungsfahrt. Neun Crewmitglieder wurden durch das Einatmen von Rauchgasen verletzt, eines davon verstarb später. |
| 8. Jan. 2005                      | San Francisco            | Los-Angeles-Klasse                      | USA                       | 1    | 89        | Atom-U-Boot. Zusammenstoß mit einem unterseeischen Berg südlich von Guam in 525 Fuß (ca. 160 Meter) Tiefe. An Bord gab es 89 Verletzte, eine Person starb an erlittenen Kopfverletzungen. Wurde nach umfangreichen Reparaturen 2009 wieder in Dienst genommen. |
| 4. Aug. 2005                      | AS-28                    | 1855 Pris-Klasse                        | Russland                  |      |           | Rettungs-U-Boot. Das U-Boot verfing sich in einem alten Fischernetz. Das Boot und die vielköpfige Besatzung konnten im Rahmen einer internationalen Rettungsaktion gerettet werden. |
| 6. Sep. 2006                      | K-414                    | 671RTM Victor-III-Klasse                | Russland                  | 2    | ?         | Atom-U-Boot. Feuer an Bord während einer Fahrt in der Barentssee. Das Boot musste danach zum Stützpunkt Widjajewo geschleppt werden. |
| 21. März 2007                     | Tireless                 | Trafalgar-Klasse                        | Großbritannien            | 2    | 1         | Atom-U-Boot. 274 km nördlich von Alaska explodierte eine Sauerstoffkerze an Bord. Dabei gab es zwei Tote und einen Verletzten. |
| 8. Nov. 2008                      | Nerpa (K-152)            | 971 Akula-II-Klasse                     | Russland                  | 20   | 41        | Atom-U-Boot. 20 Besatzungsmitglieder durch austretendes Gas (Freon) einer Feuerlöschanlage getötet. |
| 3. Feb. 2009 oder 4. Februar 2009 | Vanguard & Le Triomphant | Vanguard-Klasse & Triomphant-Klasse     | Großbritannien Frankreich | 0    | 0         | Kollision von zwei Atom-U-Booten im Atlantik. Die Sonarkuppel der Le Triomphant wurde beschädigt, sie konnte jedoch mit eigener Kraft ihren Heimathafen Brest erreichen. Die Vanguard wurde nach Faslane in Schottland geschleppt. Personenschäden wurden keine gemeldet. |
| 20. März 2009                     | Hartford & New Orleans   | Los-Angeles-Klasse & San-Antonio-Klasse | USA                       | 0    | 15        | Atom-U-Boot. Kollision in der Straße von Hormus mit einem Amphibious Transport Dock. Der Tank der New Orleans wurde aufgerissen und rund 95.000 Liter Dieselkraftstoff ins Meer gespült. 15 Besatzungsmitglieder der Hartford wurden verletzt. |

### 2010er-Jahre
| Datum         | Name            | Klasse               | Nationalität   | Tote | Verletzte | Anmerkungen |
| ------------- | --------------- | -------------------- | -------------- | ---- | --------- | --- |
| 22. Okt. 2010 | Astute          | Astute-Klasse        | Großbritannien | 0    | 0         | Atom-U-Boot. Auf Kies aufgelaufen in der Nähe der Isle of Skye, Schottland, keine Verletzten, das Boot konnte mit der nächsten Flut freigeschleppt werden. Entgegen ersten Meldungen war das U-Boot nicht auf einen Felsen aufgelaufen. |
| 23. Mai 2012  | Miami           | Los-Angeles-Klasse   | USA            | 0    | 7         | Atom-U-Boot. Während Werftliegezeit in der Portsmouth Naval Shipyard durch Brandstiftung schwer beschädigt. Zwei Crewmitglieder und fünf Feuerwehrleute wurden verletzt. Der Reaktor war zum Zeitpunkt des Feuers nicht in Betrieb. Wurde aufgrund der schweren Schäden 2014 außer Dienst gestellt.                                          |
| 13. Okt. 2012 | Montpellier     | Los-Angeles-Klasse   | USA            | 0    | 0         | Atom-U-Boot. Kollision zwischen dem U-Boot und dem Lenkwaffenkreuzer San Jacinto. Nach Angabe der US Navy wurde niemand verletzt und beide Schiffe konnten aus eigener Kraft weiterfahren. Die Sonarkuppel des Kreuzers wurde beschädigt. |
| 14. Aug. 2013 | Sindhurakshak   | Sindhughosh-Klasse   | Indien         | 18   | 2         | Konventioneller Antrieb. Das Boot lag am Pier der Marinewerft Bombay. Nach mehreren Munitionsexplosionen, vermutlich durch unsachgemäßen Umgang infolge Übermüdung verursacht, sank es auf den Grund des Hafens. 18 an Bord befindliche Seeleute starben. Wurde 2014 gehoben, aber nicht wieder in Dienst genommen und 2017 selbst versenkt. |
| 14. Aug. 2013 | Sindhurakshak   | Sindhughosh-Klasse   | Indien         | 1    | 2         | Konventioneller Antrieb. Batterieexplosion in der Marinewerft Visakhapatnam |
| 13. Sep. 2013 | K-150 Tomsk     | 949A Oscar-II-Klasse | Russland       | 0    | 15        | Atom-U-Boot. Brand an Bord, vermutlich infolge Schweißarbeiten. Feuer war nach etwa fünf Stunden unter Kontrolle. 15 Personen sollen Verletzungen erlitten haben. Wurde nach Reparaturen im Juni 2014 wieder in Dienst genommen. |
| 15. Nov. 2017 | San Juan (S 42) | Klasse TR 1700       | Argentinien    | 44   | 0         | Konventioneller Antrieb. Im November 2017 vor Patagonien untergegangen. Vermutlich war Meerwasser in die Ventilationsanlage des Bootes gelangt, was einen Kurzschluss verursacht hatte. |
| 1. Juli 2019  | AS-12           | Projekt 10831        | Russland       | 14   | ?         | Atom-U-Boot. Explosion einer Batterie und anschließender Brand. Der Nuklearantrieb soll nicht beschädigt worden sein. Das Boot wird in der Militärbasis bei Murmansk repariert uns soll wieder in Dienst gestellt werden. |

### 2020er-Jahre
| Datum         | Name                 | Klasse                     | Nationalität | Tote | Verletzte | Anmerkungen |
| ------------- | -------------------- | -------------------------- | ------------ | ---- | --------- | --- |
| 12. Juni 2020 | Perle                | Rubis-Klasse               | Frankreich   | 0    | 0         | Atom-U-Boot. Geriet bei Wartungsarbeiten im Hafen von Toulon in Brand. Das Feuer konnte erst nach 14 Stunden gelöscht werden. Es gab keine Personenschäden. Es soll keine Radioaktivität ausgetreten sein. Das U-Boot konnte repariert werden und wurde 2023 wieder in Dienst genommen. |
| 21. Apr. 2021 | Nanggala             | Klasse 209-1300            | Indonesien   | 53   | 0         | Konventioneller Antrieb. Aus ungeklärten Gründen in der Balisee gesunken. Wrack in rund 840 m Tiefe aufgefunden. |
| 2. Okt. 2021  | Connecticut          | Seawolf-Klasse             | USA          | 0    | 11        | Atom-U-Boot. Kollidierte auf Tauchfahrt mit einem unterseeischen Berg im Südchinesischen Meer. Elf Seeleute an Bord erlitten Verletzungen. |
| 18. Juni 2023 | Titan                | Spezialanfertigung         | USA          | 5    | 0         | Konventioneller Antrieb. Das Tauchboot fuhr am 18. Juni 2023 an Bord des Mutterschiffs Polar Prince von Neufundland, Kanada, in das Gebiet des Wracks der Titanic im Atlantik. Hier tauchte es vollbesetzt mit drei Touristen, einem Experten und dem Kapitän ab. Nach 1¾ Stunden verlor das Mutterschiff den Kontakt mit dem Tauchboot. Am 22. Juni 2023 wurden nach tagelanger Suchaktion Trümmerteile der Titan gefunden, weswegen davon ausgegangen wird, dass das Tauchboot implodiert ist. |
| 3. Aug. 2024  | B-237 Rostow-na-Donu | 636.3 Improved Kilo-Klasse | Russland     | ?    | ?         | Konventioneller Antrieb. Die Ukraine meldet die Versenkung der Rostow-na-Donu im Hafen von Sewastopol auf der Krim. Unbestätigt, keine Reaktion aus Moskau. Das Boot war bereits am 13. September 2023 zusammen mit einem russischen Landungsschiff, der Minsk, in einem Trockendock in Sewastopol Opfer eines ukrainischen Raketenangriffs, weswegen schon damals mit ihrer Zerstörung gerechnet worden war.                                                                                    |
| 27. März 2025 | Sindbad              | U-Boot für Touristen       | Ägypten      | 6    | 19        | Halbtauchboot, konventioneller Antrieb. Vor Hurghada, in Ägypten im Roten Meer gesunken mit 45 Touristen, überwiegend Russen, ein Teil der Insassen verletzt gerettet. |
| Datum         | Name                 | Klasse                     | Nationalität | Tote | Verletzte | Anmerkungen |